# O Céu da Meia-Noite
O Céu da Meia-Noite (título original em inglês: The Midnight Sky) é um filme americano de ficção científica dirigido por George Clooney, baseado no romance de 2016 de Lily Brooks-Dalton, Good Morning, Midnight. É estrelado por Clooney, Felicity Jones, David Oyelowo, Tiffany Boone, Demián Bichir, Kyle Chandler, e Caoilinn Springall.
O filme foi lançado em 23 de dezembro de 2020, pela Netflix.

## Premissa
Este conto pós-apocalíptico segue Augustine (George Clooney), um cientista solitário no Ártico, enquanto ele corre para impedir Sully (Felicity Jones) e seus colegas astronautas de voltarem para casa para uma misteriosa catástrofe global.

## Elenco
- George Clooney como Augustine Lofthouse
- Ethan Peck como jovem Augustine
- Felicity Jones como Sully
- David Oyelowo como Comandante Tom Adewole
- Tiffany Boone como Maya
- Demián Bichir como Sanchez
- Kyle Chandler como Mitchell
- Caoilinn Springall como Iris
- Sophie Rundle como Jean Sullivan
- Tim Russ
- Miriam Shor

## Produção
Foi anunciado em junho de 2019 que George Clooney dirigiria o filme, além de estrelá-lo. A Netflix fará a distribuição, com as filmagens marcadas para começar em outubro.Felicity Jones foi adicionada ao elenco em julho. Jones engravidou algum tempo depois de ter sido escalada. Clooney optou por reescrever sua personagem como grávida em vez de usar um dublê de corpo. Kyle Chandler e David Oyelowo se juntaram ao elenco em agosto. Tiffany Boone e Caoilinn Springall foram adicionados em outubro. Em novembro de 2019, Demián Bichir se juntou ao elenco do filme. Sophie Rundle, Ethan Peck, Tim Russ e Miriam Shor foram anunciados como parte do elenco em janeiro de 2020.
As filmagens começaram em 21 de outubro de 2019 e terminaram em 7 de fevereiro de 2020. Uma cena que se passa na nevasca foi filmada com ventos de 50 milhas por hora com temperaturas de 40 graus abaixo de zero. Para seu papel, Clooney perdeu 25 libras. Cenas ambientadas na Terra envolvendo Clooney foram filmadas antes do final de 2019, enquanto as cenas ambientadas no espaço foram filmadas depois.

## Lançamento
O filme está teve um lançamento limitado nos cinemas em 11 de dezembro de 2020, antes de ser lançado na Netflix em 23 de dezembro de 2020.

## Recepção
The Midnight Sky recebeu alguns elogios por sua "ambição e tom emocional", embora tenha sido comparado desfavoravelmente a outros filmes de ficção científica.  O site agregador de resenhas Rotten Tomatoes relatou que 53% das 176 resenhas do filme foram positivas, com uma avaliação média de 5,9/10. O consenso dos críticos do site afirma: "The Midnight Sky carece de peso dramático para corresponder à sua escala narrativa, mas suas falhas são frequentemente equilibradas por temas atenciosos e uma atuação comovente do diretor-estrela George Clooney." De acordo com o Metacritic, que amostrou 38 críticos e calculou uma pontuação média ponderada de 59 em 100, o filme recebeu "críticas mistas ou médias".
Alonso Duralde, do TheWrap, escreveu "Há muitas coisas frustrantes sobre o novo filme de George Clooney, The Midnight Sky, de seu flagrante empréstimo de vários filmes melhores a seus problemas de ritmo, mas graças a algumas notas de graça, suas deficiências são perdoáveis". Leah Greenblatt da Entertainment Weekly deu ao filme um B e o descreveu como "um drama distópico cujo tom flutuante - sombrio, com lampejos de sentimento de esperança - parece quase confortavelmente familiar, embora um pouco exagerado para 2020."